# Курішті
Курішті́ (каз. Күрішті) — село у складі Жетисайського району Туркестанської області Казахстану. Входить до складу сільського округу Шаблана Дільдабекова.
До 2008 року село називалось Каріс, у радянські часи було частиною села Отділення № 3 совхоза Більшовик.
Населення — 162 особи (2021; 185 у 2009, 236 у 1999, 385 у 1989).